# 村田翔
村田 翔（むらた しょう、1987年4月2日-）は、東京都出身のサッカー選手。ポジションはミッドフィールダー（MF）。

## 来歴
3歳でサッカーを始める。2005年にはFC東京の下部組織で主将を務め、2006年より中央大学へ進学。3年時には中盤の軸となり第57回全日本大学サッカー選手権大会を優勝に導いた。大学4年次には主将を務めチームを牽引。リーグ戦22試合にフル出場して11アシストを記録し、アシスト王とベストイレブンに選出された。
2010年に大学を卒業し、水戸ホーリーホックへ入団。水戸では1年目からボランチで司令塔としてスターティングメンバーに定着し、正確なパスで好機を作った。2012年限りで退団。
2013年より浦安SCへ加入すると同時に、古巣・キンダー善光SCのコーチに就任。
2017年よりザスパクサツ群馬に加入。4年ぶりにJリーグ復帰を果たした。契約満了により1年で退団。
2018年、栃木ウーヴァFCに移籍。
2019年、ブリオベッカ浦安へ完全移籍。2020年シーズンには、関東サッカーリーグ1部ベストイレブンに選出された
2021年、tonan前橋へ移籍。2021年シーズンは 9アシストを挙げ、関東サッカーリーグ2部アシスト王を受賞。ベストイレブンに選出。
2022年シーズンも連続でベストイレブンに選出された。
2023年は同じ関東2部に所属しているエリース東京FCに移籍すると発表された。

## 所属クラブ
- キンダー善光SC[注 2]
- 2000年 - 2002年 FC東京U-15
- 2003年 - 2005年 FC東京U-18[注 3] (東洋高等学校[20])
- 2006年 - 2009年 中央大学学友会サッカー部[注 4]
- 2010年 - 2012年  水戸ホーリーホック
- 2013年 - 2016年  浦安SC / ブリオベッカ浦安
- 2017年  ザスパクサツ群馬
- 2018年  栃木ウーヴァFC
- 2019年 - 2020年  ブリオベッカ浦安
- 2021年 - 2022年  tonan前橋
- 2023年 -  エリース東京FC

## 個人成績
| 国内大会個人成績 | 国内大会個人成績 | 国内大会個人成績 | 国内大会個人成績 | 国内大会個人成績 | 国内大会個人成績 | 国内大会個人成績 | 国内大会個人成績 | 国内大会個人成績 | 国内大会個人成績 | 国内大会個人成績 | 国内大会個人成績 |
| 年度             | クラブ           | 背番号           | リーグ           | リーグ戦         | リーグ戦         | リーグ杯         | リーグ杯         | オープン杯       | オープン杯       | 期間通算         | 期間通算         |
| 年度             | クラブ           | 背番号           | リーグ           | 出場             | 得点             | 出場             | 得点             | 出場             | 得点             | 出場             | 得点             |
| 日本             | 日本             | 日本             | 日本             | リーグ戦         | リーグ戦         | リーグ杯         | リーグ杯         | 天皇杯           | 天皇杯           | 期間通算         | 期間通算         |
| ---------------- | ---------------- | ---------------- | ---------------- | ---------------- | ---------------- | ---------------- | ---------------- | ---------------- | ---------------- | ---------------- | ---------------- |
| 2010             | 水戸             | 8                | J2               | 29               | 0                | -                | -                | 2                | 0                | 31               | 0                |
| 2011             | 水戸             | 8                | J2               | 35               | 1                | -                | -                | 2                | 0                | 37               | 1                |
| 2012             | 水戸             | 8                | J2               | 10               | 0                | -                | -                | 0                | 0                | 10               | 0                |
| 2013             | 浦安             | 2                | 関東2部          | 18               | 5                | -                | -                | 1                | 0                | 19               | 5                |
| 2014             | 浦安             | 5                | 関東1部          | 18               | 2                | -                | -                | 2                | 0                | 20               | 2                |
| 2015             | 浦安             | 8                | 関東1部          | 18               | 3                | -                | -                | -                | -                | 18               | 3                |
| 2016             | 浦安             | 8                | JFL              | 30               | 0                | -                | -                | -                | -                | 30               | 0                |
| 2017             | 群馬             | 22               | J2               | 2                | 0                | -                | -                | 0                | 0                | 2                | 0                |
| 2018             | 栃木U            | 7                | 関東1部          | 2                | 0                | -                | -                | -                | -                | 2                | 0                |
| 2019             | 浦安             | 18               | 関東1部          | 18               | 1                | -                | -                | 1                | 0                | 18               | 1                |
| 2020             | 浦安             | 18               | 関東1部          | 9                | 3                | -                | -                | -                | -                | 9                | 3                |
| 2021             | 前橋             |                  | 関東2部          |                  |                  | -                | -                |                  |                  |                  |                  |
| 通算             | 日本             | 日本             | J2               | 76               | 1                | -                | -                | 4                | 0                | 80               | 1                |
| 通算             | 日本             | 日本             | JFL              | 30               | 0                | -                | -                | 0                | 0                | 30               | 0                |
| 通算             | 日本             | 日本             | 関東1部          | 65               | 9                | -                | -                | 3                | 0                | 68               | 9                |
| 通算             | 日本             | 日本             | 関東2部          | 18               | 5                | -                | -                | 1                | 0                | 37               | 5                |
| 総通算           | 総通算           | 総通算           | 総通算           | 189              | 15               | -                | -                | 8                | 0                | 197              | 15               |

出場歴
- 2010年3月06日：Jリーグ初出場 - J2第1節 vs栃木SC (ケーズデンキスタジアム水戸)[21]
- 2011年6月25日：Jリーグ初得点 - J2第18節 vsFC東京 (ケーズデンキスタジアム水戸)[21]

その他の公式戦出場
- 2013年
  - 第49回全国社会人サッカー選手権大会 - 3試合1得点
- 2014年
  - 第38回全国地域サッカーリーグ決勝大会 - 3試合0得点
- 2015年
  - 第51回全国社会人サッカー選手権大会 - 1試合0得点
  - 第39回全国地域サッカーリーグ決勝大会 - 5試合0得点
- 2018年
  - 第54回全国社会人サッカー選手権大会 - 1試合0得点
  - 全国地域サッカーチャンピオンズリーグ2018 - 3試合0得点

## 代表歴
- 2003年 U-16日本代表 - 第4回豊田国際ユースサッカー大会[22]
- 2005年 U-18日本代表候補

## 指導歴
- 2013年 - キンダー善光SC コーチ

## タイトル
- ナイキプレミアカップジャパン (2002年)
- 豊田国際ユースサッカー大会 (2003年)
- 全日本大学サッカー選手権大会 (2008年)
- 関東リーグ1部 (2014年)
- 関東リーグ2部 (2013年)
- KSL市原カップ (2013年)

個人
- 関東大学リーグ1部 アシスト王 (2009年)
- 関東リーグ1部 アシスト王 (2014年,2015年)
- 関東大学リーグ1部 ベストイレブン (2009年)
- 関東リーグ1部 ベストイレブン (2014年,2015年,2019年)
- 関東リーグ2部 ベストイレブン (2013年)